# 1050

## Evenimente
- 15 aprilie: Conciliul de la Roma: papa Leon al IX-lea condamnă învățăturile teologului Berenger din Tours.
- 1 iunie: Începe perioada în care vizirul al-Yazuri administrează Egiptul dinastiei fatimizilor.
- 8 iunie: Bătălia de la Adrianopol: neputând cuceri orașul, pecenegii sunt obligați să evacueze întreaga regiune a Traciei de către comandantul bizantin Nikephoros Bryennios și să se retragă în Bulgaria, unde ocupă Preslav.
- 16 iulie: Prima menționare documentară a orașului german Nürnberg.

### Nedatate
- Invazie a suedezilor în Finlanda.
- La moartea regelui Anund Iacob al Suediei este anunțată înscăunarea ca rege al lui Emund cel Bătrân al Suediei.
- Orașul danez Hedeby este prădat de către regele Harald Hardraade al Norvegiei, în cursul unui conflict cu regele Svein al II-lea al Danemarcei; momentul marchează începutul decăderii acestui centru comercial.
- Prima fabrică de bere, încă în funcțiune, este menționată la abația Weltenburg, în Anglia.
- Prima mențiune documentară a românilor de la nordul Dunării într-o lucrare de istorie universală.
- Regele Macbeth al Scoției întreprinde un pelerinaj la Roma.
- Tratat semnat între împăratul bizantin Constantin al IX-lea Monomahul și conducătorul selgiucid Tughril.

## Arte, științe, literatură și filozofie
- Biblia din Farfa este miniaturizată în Spania.
- Filosoful chinez Chou Tun-i scrie o cosmologie inspirată din filosofia taoistă.
- Se încheie construirea bisericii Sfânta Sofia din Novgorod.
- Theobald, canonic din Vernon, scrie o viață a Sfântului Alexius (prima operă literară scrisă în langue d'oil).

## Înscăunări
- Emund cel Bătrân al Suediei cel Bătrân, rege al Suediei
- Udayadityavarman al II-lea, rege al Cambodgiei (1050-1066)

## Nașteri
- 11 noiembrie: Henric al IV-lea, împărat romano-german (d. 1106)
- Frederic I, duce de Suabia (d. ?)
- Leopold al II-lea din dinastia Babenberg, margraf de Austria (d. 1095)
- Roscellin de Compiegne, monah și filosof francez (d. 1120)

## Decese
- Zoe Porfirogenet, împărăteasă a Bizanțului (n. 978)
- Anund Iacob al Suediei, rege al Suediei (n. 1007)